# Differentiell GPS
Differentiell GPS, vanligen förkortat DGPS, är en relativ GPS-mätning, det vill säga en metod där korrektioner för systematiska felkällor beräknas på en referensstation och sänds till mobila GPS-mottagare som korrigerar sina mätningar med hjälp av dessa korrektioner. Med differentiell GPS uppnås en noggrannhet inom 0,5–5 m.
Svenska flottan använder mobila DGPS-stationer för positionering vid exempelvis minröjning. Det fungerar så att en GPS-mottagare placeras på en väl inmätt polygon- eller triangelpunkt i rikets koordinatsystem. Punkterna är ofta placerade på högt belägna platser med god sikt, och är markerade med en liten triangel eller cirkel med en markering i mitten. GPS-systemets koordinater för punkten jämförs med de kända koordinaterna och en korrigeringssignal skickas ut med VHF-radio. Fartygets position kan genom korrigeringssignalen automatisk korrigera sin egen position för den aktuella missvisningen. Detta användes främst före 2 maj 2000 då GPS-signalerna fortfarande sändes med en störningssignal SA för att försämra precisionen.
För civila ändamål distribueras DGPS-signaler via abonnemang och ett flertal media, bland annat RDS, VHF och internet. Man har dock gått ett steg längre och inför en form av DGPS i nyare mottagare. Detta nya GPS-system med inbyggd DGPS kallas i Europa för EGNOS. I princip innehåller alla nyare GPS-mottagare redan stöd för EGNOS.
DGPS tappar dock sitt markfäste då det europeiska GPS-systemet Galileo som EU fram till 2013 håller på att införa har en teoretiskt bättre precision än de äldre DGPS-systemen.